# Murom (Überwachungskomplex)
Murom (russisch Муром) ist ein Echtzeitüberwachungssystem des russischen Herstellers Stilsoft.

## Beschreibung
Es ist mit einem Videosystem ausgestattet, das über einen Wärmebildkanal verfügt und autonom arbeitet. Konzipiert wurde es laut Rosoboronexport für eine Grenzüberwachung rund um die Uhr. Das System ist modular mit Stromerzeuger/Batterie/Solarpanel, Video- und Übertragungssystem und Terminal aufgebaut und durch eine Radarkomponente und ein Sabotageschutzsystem erweiterbar. Es kann auf Gebäuden, Funk-/Antennenmasten oder auch fahrzeuggebunden (erdnah) eingesetzt werden. Eingeführt wurde das System in der Russischen Armee im November 2016. Die Aufklärungsreichweite des Videosystems beträgt bis zu 10 km für Fahrzeuge und Personen, Thermalüberwachungssystem (WBG) bis zu 7,9 km für Fahrzeuge und 4 km für Personen. Zudem kann es bis zu 30 festgelegte Punkte im Autoscanmodus überwachen (Modul Mangust (russisch Мангуст)). Die Kamera wird auf einem 5,2 m hohen Mast installiert, ist 360 Grad schwenkbar und ±45 Grad neigbar. Die Datenübertragung erfolgt via Funk und beträgt bis zu 40 Mbit/s. Die Mobilität des Systems wird durch die schnell montierte/zusammenklappbare Konstruktion der Komponenten gewährleistet. Es kann in zwei Stunden von drei Personen aufgebaut werden. Für die Verpackung und den Transport der Komponenten des Systems werden spezielle Koffer verwendet.

## Einsätze
In der Ukraine wird das System auf russischer Seite zu Überwachungsaufgaben im Frontbereich eingesetzt und durch ukrainische Drohnenpiloten aufgespürt und aktiv bekämpft.

## Technische Daten
Überwachungsreichweite
- Video: bis zu 10.000 Meter
- Thermal: Personen bis zu 4000 Meter und Fahrzeuge bis zu 7900 Meter
- Höhe Mast: 5 Meter
- Kapazität Batterie: 200 Ah/24 Volt DC
- Datenübertragungsrate: bis 40 Mbit/s
- Auflösung Video: 2592 × 1944 Pixel/25 fps
- Auflösung WBG: 640 × 480 Pixel/25 fps
- Gewicht Gesamtsystem: 680 kg

## Versionen
- Murom-P autonomes, mobiles Überwachungssystem
- Murom 1SV (Муром-CB)
- Murom-M